# J-Hits COUNTDOWN
J-Hits COUNTDOWN（ジェイ ヒッツ カウントダウン）は、2006年4月から2016年3月まで放送した火曜会制作のJ-POPヒットチャート番組。

## 概要
この番組は2006年3月まで放送された『SUPER COUNTDOWN 10』の後継番組で、放送開始から聖教新聞社が単独提供していたが、2013年3月をもって撤退した。『SUPER COUNTDOWN 10』と『全国歌謡ベストテン』（のちに、KBS京都放送ラジオ単独制作となる）の流れを取り込み、最新のシングルCDランキングを始め、様々な音楽情報を伝える。前番組『SUPER COUNTDOWN 10』は文化放送の『FRIDAY SUPER COUNTDOWN 50』のチャートをそのまま利用したが、当番組はそれとは異なる独自ランキングである。番組テーマ曲はナニワエキスプレスの「REDZONE」を使用していた。
当番組の制作の背景には、前番組『SUPER COUNTDOWN 10』を制作委託していた文化放送が撤退したため、火曜会加盟局持ち回りで新たなる歌謡番組を作ろう、という思惑が挙げられている。
パーソナリティは火曜会加盟局所属のアナウンサーやキャスター、DJらが1か月毎交代で担当した。なお、この番組は火曜会加盟局の交互制作番組でもある。各地方・郷土の話題もトークの中に出てくる。また、ランキング以外で、各放送局が推薦している最新の注目曲1曲も番組で紹介する。毎月2名（2013年3月30日・31日放送分まで毎週抽選で1名）に番組オリジナルクオカード2000円分が贈られる。
なお、この番組は2016年3月をもって終了した。これにより1962年に放送開始した『全国歌謡ベストテン』から続いた火曜会加盟局によるランキング番組（カウントダウン番組）は54年の歴史に幕を閉じた。
後番組は名曲の年代をキーワードにして選曲した『音楽☆とらのアナ』を放送を開始した。

## タイムテーブル（基準）
1. 女性ナレーター（宮本淳子 常葉学園短期大学日本語日本文学科助教）によるタイトルコール。マンスリーパーソナリティーによる番組の説明・メールリクエスト募集・プレゼント告知・提供読み（2013年3月まで。それ以降は省略。以下聖教新聞の件に関しては同文）（OP）[1]
2. 聖教新聞のCM（1）
3. マンスリーパーソナリティーの挨拶と自己紹介・オープニングトーク
4. 今週のトップテン・10位から4位の発表（途中、制作放送局所在地の地方・郷土に関する話題を挿入）◇
5. 地元放送局がイチオシの注目曲を紹介◆
6. 聖教新聞のCM（2）
7. 今週のトップスリーの発表・3位・2位◇
8. 今週の総合トップワン・1位の発表◆（時間の関係などでは極まれに◇）
9. エンディングトーク・プレゼント当選者発表・メールリクエスト募集告知繰り返し・挨拶
10. マンスリーパーソナリティーによる提供読み（ED）[2]

◇…ワンコーラスのみオンエア  ◆…フルコーラスにてオンエア

提供アナウンスは、同じ聖教新聞提供のJRN系の情報番組「日本列島ほっと通信」でも使われている。

## ネット局と放送時間
放送時間の早い順から記載。
ただし、信越放送・北日本放送は後番組の『音楽☆とらのアナ』をネットしない。

### 終了時点
| 放送対象地域   | 放送局名          | 放送時間           | 備考 |
| -------------- | ----------------- | ------------------ | --- |
| 福島県         | ラジオ福島（rfc） | 土曜 19:30 - 20:00 | |
| 山形県         | 山形放送（YBC）   | 土曜 22:00 - 22:30 | |
| 長野県         | 信越放送（SBC）   | 土曜 22:00 - 22:30 | 後番組は『清水富美加 みなぎるPM』を放送。                                                                        |
| 富山県         | 北日本放送（KNB） | 土曜 22:30 - 23:00 | 後番組は『ライムスター宇多丸のウィークエンド・シャッフル』を放送。                                               |
| 宮崎県         | 宮崎放送（MRT）   | 土曜 22:30 - 23:00 | |
| 島根県・鳥取県 | 山陰放送（BSS）   | 土曜 23:00 - 23:30 | 後番組は『アーティストBOX』（第1・第3・第5）、 『伊東歌詞太郎の僕だけのロックスター☆ラジオ』（第2・第4）を放送。 |
| 徳島県         | 四国放送（JRT）   | 土曜 23:00 - 23:30 | |
| 和歌山県       | 和歌山放送（wbs） | 土曜 23:30 - 24:00 | |
| 福井県         | 福井放送（FBC）   | 日曜 15:00 - 15:30 | |
| 山口県         | 山口放送（KRY）   | 日曜 17:30 - 18:00 | |
| 秋田県         | 秋田放送（ABS）   | 日曜 18:00 - 18:30 | 後番組は『コシノジュンコ MASACA』を放送。                                                                        |
| 京都府・滋賀県 | KBS京都 KBS滋賀   | 日曜 18:30 - 19:00 | |
| 山梨県         | 山梨放送（YBS）   | 日曜 20:30 - 21:00 | |
| 石川県         | 北陸放送（MRO）   | 日曜 21:00 - 21:30 | 後番組は『宮川賢のまつぼっくり王国』を放送。                                                                     |
| 青森県         | 青森放送（RAB）   | 日曜 22:30 - 23:00 | |
| 香川県         | 西日本放送（RNC） | 日曜 22:30 - 23:00 | |
| 新潟県         | 新潟放送（BSN）   | 日曜 23:30 - 24:00 | |
| 岩手県         | IBC岩手放送       | 日曜 24:00 - 24:30 | |
| 沖縄県         | 琉球放送（RBC）   | 日曜 24:00 - 24:30 | |
| 静岡県         | 静岡放送（SBS）   | 日曜 25:30 - 26:00 | |
| 栃木県         | 栃木放送（CRT）   | 月曜 20:30 - 21:00 | |
| 熊本県         | 熊本放送（RKK）   | 水曜 23:00 - 23:30 | 後番組は『ウィリアムス浩子のMY ROOM JAZZ』を放送。                                                               |

### 過去
- 茨城放送
- ラジオ関西
- 南日本放送[8]